# Cyborg (film)
Cyborg is een Amerikaanse actie-sciencefictionfilm uit 1989 geregisseerd door Albert Pyun en met Jean-Claude Van Damme in de hoofdrol.

## Plot
In de 21e eeuw wordt de samenleving bedreigd door een plaag die bekend staat als de levende dood. Een kleine groep overlevende wetenschappers en doktoren werkt aan een remedie om de overblijfselen van de mensheid te redden. Om hun werk te voltooien hebben ze informatie nodig die is opgeslagen op een computersysteem in New York. Pearl Prophet is vrijwilliger voor de gevaarlijke koeriersmissie en wordt door middel van chirurgische augmentatie in een cyborg veranderd. Pearl wordt tijdens haar zoektocht gevangen genomen door een mensenetende bende onder leiding van Fender Tremolo, die het vaccin voor zichzelf willen houden om de wereld te domineren. Ze wordt gered door huurling Gibson Rickenbacker, die met ware doodsverachting het ultieme kwaad zal bestrijden.

## Rolverdeling
| Acteur                | Personage                    |
| --------------------- | ---------------------------- |
| Jean-Claude Van Damme | Gibson Rickenbacker          |
| Deborah Richter       | Nady Simmons                 |
| Vincent Klyn          | Fender Tremolo               |
| Dayle Haddon          | Pearl Prophet                |
| Alex Daniels          | Marshall Strat               |
| Blaise Loong          | Furman Vux / Pirate / Bandit |
| Ralf Möller           | Brick Bardo                  |
| Haley Peterson        | Haley                        |
| Terrie Batson         | Mary                         |
| Jackson Pinckney      | Tytus / Pirate               |